# Lettlands flagga
Lettlands flagga är röd med ett vitt horisontellt band i mitten av flaggan. Den antogs den 27 februari 1990, men samma flagga användes av det oberoende Lettland från 1918 tills landet införlivades med Sovjetunionen 1940. Proportionerna är 1:2.

## Symbolik
Enligt en folklig legend ska flaggans utformning ha tillkommit när en dödligt sårad lettisk hövding virades in i ett vitt lakan (jfr legenden om hur den österrikiska flaggan kom till). Området han låg på förblev vitt men det omkringliggande lakanet färgades rött av hans blod. Vid nästa slag användes lakanet som fana. Enligt legenden var de lettiska krigarna nu framgångsrika och lyckades driva fienden på flykten. Sedan dess använde de lettiska stammarna de röd-vit-röda färgerna.

## Färger
|         | Vit                                  | Röd                                     | Röd (textilfärg)                       |
| ------- | ------------------------------------ | --------------------------------------- | -------------------------------------- |
| Pantone | Vit                                  | 1807 C                                  | 19-1629 TPX or 19-1629 TC              |
| RGB     | Röd=255 Grön=255 Blå=255 Hex=#FFFFFF | Röd=158 Grön=27 Blå=52 Hex=#9E1B34      | Röd=119 Grön=53 Blå=61 Hex=#77353D     |
| CMYK    | Cyan=0% Magenta=0% Gul=0% Svart=0%   | Cyan=25% Magenta=100% Gul=77% Svart=20% | Cyan=37% Magenta=83% Gul=63% Svart=36% |
|         |                                      |                                         |                                        |

## Historia
Den röd-vit-röda flaggan omnämns tidigast i Ditleb von Alnpekes 1300-talsskrift Livländische Reimchronik. Ditleb von Alnpeke berättar om ett slag 1279 mellan letter och ester, då stammar från Cēsis i norra Lettland gick i strid med en röd flagga med vitt band. Berättelsen blev populär bland nationalistiska grupper under 1800-talet och flaggan användes bland annat av studenterna vid Tartus universitet 1870 som en symbol för det lettiska folket.
Baserat på legenden och den historiska beskrivningen skapade konstnären Ansis Cīrulis flaggan i maj 1917. Flaggan och statsvapnet fastslogs officiellt den 15 juni 1921. När Lettland var en sovjetisk delrepublik användes en flagga som anknöt till övriga sovjetrepublikers flaggor, samtidigt som den tidigare lettiska flaggan förbjöds. Flaggan återinfördes vid självständigheten 1990.

## Maritima flaggor

Örlogsflagga
Örlogsgös
Gränsbevakningen

## Befälstecken
Förutom nations- och örlogsflagga har Lettland särskilda flaggor för bland andra presidenten, premiärministern och försvarsministern.

Presidentens flagga.
Premiärministerns flagga.
Försvarsministerns flagga.

## Flaggor under sovjettiden

Lettiska SSR:s flagga (1918-1920).
Lettiska SSR:s flagga, 1940-1953.
Lettiska SSR:s flagga, 1953 – 1990.